# Pseudobaeospora pillodii
Pseudobaeospora pillodii är en svampart som tillhör divisionen basidiesvampar, och som först beskrevs av Lucien Quélet, och fick sitt nu gällande namn av Solomon Pavlovich Wasser. Pseudobaeospora pillodii ingår i släktet Pseudobaeospora, och familjen Squamanitaceae. Arten är reproducerande i Sverige.